# Philippe II de Lalaing
Philippe II, né en 1537 à Lallaing et mort le 24 mai 1582 à Mons, 3e comte de Lalaing, baron d'Escornaix, seigneur de Waurin et de Flandres, est un noble des Pays-Bas, alors sous la souveraineté de Charles Quint, puis de Philippe II. 
Résidant principalement à Mons, Philippe de Lalaing a exercé les fonctions de grand bailli du Hainaut et de gouverneur de Valenciennes.

## Biographie

### Famille et formation
Fils de Charles II de Lalaing, chevalier de l'ordre de la toison d'or et de Marguerite de Croÿ-Chimay, il a pour parrain l'empereur Charles Quint, chef de la maison de Habsbourg, aussi roi d'Espagne et seigneur des Pays-Bas, et pour marraine l'archiduchesse Marie de Hongrie, à cette époque « gouvernante ». 
Philippe de Lalaing fait des études à l'université de Padoue et en profite pour visiter les principales villes d'Italie : Venise, Ferrare, Bologne, Florence, Lucques, Pise, Rome, Naples, etc. Un récit de ce voyage a été fait par son ami Adrien d'Esclaibes, qui l'accompagnait.   
Il devient le 3e comte de Lalaing à la mort de son père, le 21 novembre 1558. 
Il épouse Marguerite d'Arenberg, fille ainée de Jean de Ligne. Ils auront 4 enfants : 
- Pierre Emmanuel mort en bas âge ;
- Marguerite (1574-1650) qui épousera le comte Florent de Berlaymont ;
- François (1577-1589) ;
- Christine, qui épousera le comte Maximilien Ier de Bailleul, baron de Lesdain et de Saint-Martin, seigneur de Rocourt.

### Carrière avant l'insurrection des Pays-Bas
Gouverneur et grand bailli du comté de Hainaut, capitaine d'une bande d'ordonnance[Quoi ?], il entre en 1545 au Conseil d'État, organisme chargé d'assister la gouvernante. Il y côtoie notamment le prince Guillaume d'Orange, le leader de la noblesse néerlandaise, face aux conseillers issus d'autres contrées (Espagne, France-Comté) dirigées par Charles Quint, puis par son fils Philippe à partir de 1555 .
Il fortifie le village de Lalaing et tente de réunir les provinces wallonnes avec celles des Pays-Bas[pas clair], mais échoue dans sa tentative. 

### De l'insurrection (1566) à la guerre d'indépendance
En 1566, après des années de tension entre les élites néerlandaises et Philippe II a lieu une crise politique (affaire du Compromis des Nobles) qui débouche sur la révolte des Gueux. En août 1567, Philippe II envoie aux Pays-Bas une force armée commandée par le duc d'Albe, qui devient gouverneur général. Il lance une politique de répression, avec notamment l'arrestation, puis la condamnation à mort des comtes d'Egmont et de Horn. Réfugié à l'étranger, comme de nombreux Néerlandais, Guillaume d'Orange lance en avril 1568 une offensive qui marque le début de la guerre de Quatre-Vingts Ans dont sortira la république des Provinces-Unies. Egmont et Horn sont exécutés en juin 1568. 
Philippe de Lalaing échappe à la répression et participe à l'insurrection. Il est nommé gouverneur de Valenciennes en 1574, et est général de l'infanterie des Pays-Bas en 1577-1578
Il est notamment l'interlocuteur de François d'Anjou, frère du roi de France Henri III, lorsque les États généraux des Pays-Bas cherchent un nouveau prince pour remplacer Philippe II.
Un problème grave survient en janvier-février 1578 du fait que Lalaing ne participe pas le 31 janvier à la bataille de Gembloux, qui se termine par une défaite écrasante des insurgés. Les États généraux l'accusent de désertion et révoquent son commandement.
En juillet 1578, c'est à Mons que François proclame son soutien à l'insurrection néerlandaise et sa volonté de se mettre à son service. François d'Anjou est en effet un catholique modéré, ami du protestant Henri de Navarre, qui est l'époux de la sœur de François Marguerite (la « reine Margot »).

### Le ralliement àPhilippeII(1579)
En janvier 1579, l'unité de l'insurrection se brise : les provinces catholiques du sud (Artois, Hainaut, Douaisis, Cambrésis) forment l'union d'Arras, qui reconnaît la souveraineté de Philippe et proclame son soutien à la religion catholique. Les autres provinces forment l'union d'Utrecht, qui est fortement protestante. 
Philippe de Lalaing suit ce mouvement. En 1580, il reprend sa place au Conseil d'État.
Lors de la réconciliation de la ville de Valenciennes, avec le roi d'Espagne, Philippe de Lalaing et son épouse organisent une fête religieuse et politique.
Mort à la suite d'une ruade de cheval le 24 mai 1582, il est inhumé dès le lendemain dans l'église de Lalaing. Son épouse, morte le 24 février 1611, sera placée auprès de lui. 

## Ascendance
|  |                                         |  |  |  |  |  |  |  |  |  |  |  |  |
|  | 8. Josse de Lalaing                     |  |  |  |  |  |  |  |  |  |  |  |  |
|  |                                         |  |  |  |  |  |  |  |  |  |  |  |  |
|  |                                         |  |  |  |  |  |  |  |  |  |  |  |  |
|  | 4. Charles Ier de Lalaing               |  |  |  |  |  |  |  |  |  |  |  |  |
|  |                                         |  |  |  |  |  |  |  |  |  |  |  |  |
|  |                                         |  |  |  |  |  |  |  |  |  |  |  |  |
|  | 9. Bonne de la Viefville (d)            |  |  |  |  |  |  |  |  |  |  |  |  |
|  |                                         |  |  |  |  |  |  |  |  |  |  |  |  |
|  |                                         |  |  |  |  |  |  |  |  |  |  |  |  |
|  | 2. Charles II de Lalaing                |  |  |  |  |  |  |  |  |  |  |  |  |
|  |                                         |  |  |  |  |  |  |  |  |  |  |  |  |
|  |                                         |  |  |  |  |  |  |  |  |  |  |  |  |
|  | 10. Jacques Ier de Luxembourg           |  |  |  |  |  |  |  |  |  |  |  |  |
|  |                                         |  |  |  |  |  |  |  |  |  |  |  |  |
|  |                                         |  |  |  |  |  |  |  |  |  |  |  |  |
|  | 5. Jacqueline de Luxembourg (d)         |  |  |  |  |  |  |  |  |  |  |  |  |
|  |                                         |  |  |  |  |  |  |  |  |  |  |  |  |
|  |                                         |  |  |  |  |  |  |  |  |  |  |  |  |
|  | 11. Marie de Berlaymont (d)             |  |  |  |  |  |  |  |  |  |  |  |  |
|  |                                         |  |  |  |  |  |  |  |  |  |  |  |  |
|  |                                         |  |  |  |  |  |  |  |  |  |  |  |  |
|  | 1. Philippe II de Lalaing               |  |  |  |  |  |  |  |  |  |  |  |  |
|  |                                         |  |  |  |  |  |  |  |  |  |  |  |  |
|  |                                         |  |  |  |  |  |  |  |  |  |  |  |  |
|  | 12. Philippe Ier de Croÿ-Chimay         |  |  |  |  |  |  |  |  |  |  |  |  |
|  |                                         |  |  |  |  |  |  |  |  |  |  |  |  |
|  |                                         |  |  |  |  |  |  |  |  |  |  |  |  |
|  | 6. Charles Ier de Croÿ-Chimay           |  |  |  |  |  |  |  |  |  |  |  |  |
|  |                                         |  |  |  |  |  |  |  |  |  |  |  |  |
|  |                                         |  |  |  |  |  |  |  |  |  |  |  |  |
|  | 13. Walburga de Moers et Saarwerden (d) |  |  |  |  |  |  |  |  |  |  |  |  |
|  |                                         |  |  |  |  |  |  |  |  |  |  |  |  |
|  |                                         |  |  |  |  |  |  |  |  |  |  |  |  |
|  | 3. Marguerite de Croÿ                   |  |  |  |  |  |  |  |  |  |  |  |  |
|  |                                         |  |  |  |  |  |  |  |  |  |  |  |  |
|  |                                         |  |  |  |  |  |  |  |  |  |  |  |  |
|  | 14. Alain d'Albret                      |  |  |  |  |  |  |  |  |  |  |  |  |
|  |                                         |  |  |  |  |  |  |  |  |  |  |  |  |
|  |                                         |  |  |  |  |  |  |  |  |  |  |  |  |
|  | 7. Louise d'Albret                      |  |  |  |  |  |  |  |  |  |  |  |  |
|  |                                         |  |  |  |  |  |  |  |  |  |  |  |  |
|  |                                         |  |  |  |  |  |  |  |  |  |  |  |  |
|  | 15. Françoise de Châtillon              |  |  |  |  |  |  |  |  |  |  |  |  |
|  |                                         |  |  |  |  |  |  |  |  |  |  |  |  |
|  |                                         |  |  |  |  |  |  |  |  |  |  |  |  |